# Kaipa
Kaipa (bzw. Kaipa DaCapo) ist eine schwedische Band, welche Progressive Rock mit folkloristischen Einschlägen spielt.

## Bandgeschichte
Kaipa wurde 1973 von Keyboarder Hans Lundin, Bassist Tomas Eriksson und Schlagzeuger Thomas Sjöberg als Ura Kaipa gegründet. Nach zwei inoffiziellen Konzerten in Gefängnissen der Region erkrankte Thomas Sjöberg an Krebs, weswegen er die Gruppe schließlich verlassen musste. Sein Platz wurde von Ingemar Bergman besetzt. Mit der Hinzunahme des Gitarristen Roine Stolt, der damals erst 17 Jahre alt war, war die klassische Kaipa-Besetzung komplett. Im Sommer 1974 erfolgte schließlich die Umbenennung in Kaipa. Erwähnenswert ist, dass die Texte der Band in schwedischer Sprache geschrieben waren.
In den Jahren 1975 wurde das Album Kaipa veröffentlicht, auf dem vor allem Hans Lundin texterisch und kompositorisch wirkte. Ein Jahr später kam das Album Inget nytt under solen (deutsch: Nichts neues unter der Sonne) heraus. Hervorzuheben ist hier das über 20 Minuten lange Stück Skenet bedrar sowie das von Roine Stolt geschriebene Titelstück, welches in Auszügen als Nothing New Under The Sun auch mehrfach im Live-Repertoire der Flower Kings vorkam.
Nach Inget nytt under solen verließ Bassist Eriksson die Band. Für ihn wurde Mats Lindberg als Ersatz geholt. Außerdem stieg Mats Löfgren als Lead-Sänger ein, da sich Lundin mehr auf sein Keyboardspiel konzentrieren wollte. Mit dem im Jahr 1978 erschienenen Album Solo begann die Band, sich von ihren Progressive-Rock-Wurzeln zu entfernen. Deutlich wird auf diesem Album auch der große Einfluss Stolts beim Texten und Komponieren. Nach Solo erfuhr Kaipa mehrere Änderungen in der Besetzung. Es wurden noch zwei Alben – Händer und Nattdjurstid – veröffentlicht, bevor sich die Gruppe 1982 auflöste.
Im Jahr 2000 wurde Kaipa durch Hans Lundin und Roine Stolt zu neuem Leben erweckt. Zusammen mit Sänger Patrik Lundström, Bassist Jonas Reingold und Schlagzeuger Morgan Ågren spielten sie das Album Notes from the past ein, welches 2002 veröffentlicht wurde und, anders als der Titel suggeriert, nur neues Material enthält. Ein Jahr später erschien das Album Keyholder und im Jahr 2005 ihre vorerst letzte Platte mit Langzeitmitglied Roine Stolt, Mindrevolutions. Bei den folgenden Alben Angling feelings und In the Wake of Evolution ist nur noch Hans Lundin als Urmitglied an Bord. Wie an den Albentiteln zu erkennen, wurde nun Englisch als Sprache verwendet. Stilistisch knüpften die neuen Kaipa an den Progressive Rock der 1970er Jahre an. Dabei wird ihnen allerdings mitunter vorgeworfen, kalt und kalkuliert zu klingen.
Die Originalbesetzung außer Hans Ludin existiert momentan als „Kaipa DaCapo“ in der Besetzung Roine Stolt, Michael Stolt, Tomas Eriksson, Ingemar Bergman und Max Lorentz. In dieser Formation ist die Band auf dem Night of the Prog Festival 2015 aufgetreten.

## Diskografie

### Studioalben
- 1975: Kaipa
- 1976: Inget nytt under solen
- 1978: Solo
- 1980: Händer
- 1982: Nattdjurstid
- 1993: Stockholm Symphonie (Bootleg)
- 2002: Notes from the Past
- 2003: Keyholder
- 2005: Mindrevolutions
- 2007: Angling Feelings
- 2010: In the Wake of Evolution
- 2012: Vittjar
- 2014: Sattyg
- 2017: Children of the Sounds
- 2022: Urskog
- 2024: Sommargryningsljus

### Andere Alben
- 1974: Unedited Master Demo Recording
- 1978: Kaipa Live
- 2005: The Decca Years 1975–1978 (5-CD-Box)
- 2016: Kaipa DaCapo: Dårskapens Monotoni